# Tracy Caldwellová
Tracy Ellen Caldwellová Dysonová (* 14. srpna 1969 Arcadia, Kalifornie, USA) byla původně chemička, od května 1998 je americkou astronautkou, členkou oddílu astronautů NASA, 458. člověkem ve vesmíru. Po dvou letech na Mezinárodní vesmírnou stanici (ISS) v letech 2007 při misi raketoplánu Endeavour STS-118 a 2010 v Sojuzu TMA-18 se potřetí na ISS vydala v březnu 2024 v kosmické lodi Sojuz MS-25 a pobývat tam bude půl roku.

## Mládí a studium
Tracy Caldwellová se narodila v Arcadii v Kalifornii. V roce 1987 ukončila střední školu v blízkém Beaumontu. V roce 1993 získala bakalářský titul z chemie na Kalifornské státní univerzitě (California State University) ve Fullertonu, zde se podílela na konstrukci laserových spektrometrů určených k analýze složení atmosféry. Pokračovala studiem chemie na Kalifornské univerzitě (University of California) v Irvine, zde roku 1997 získala titul doktora.

## Astronautka

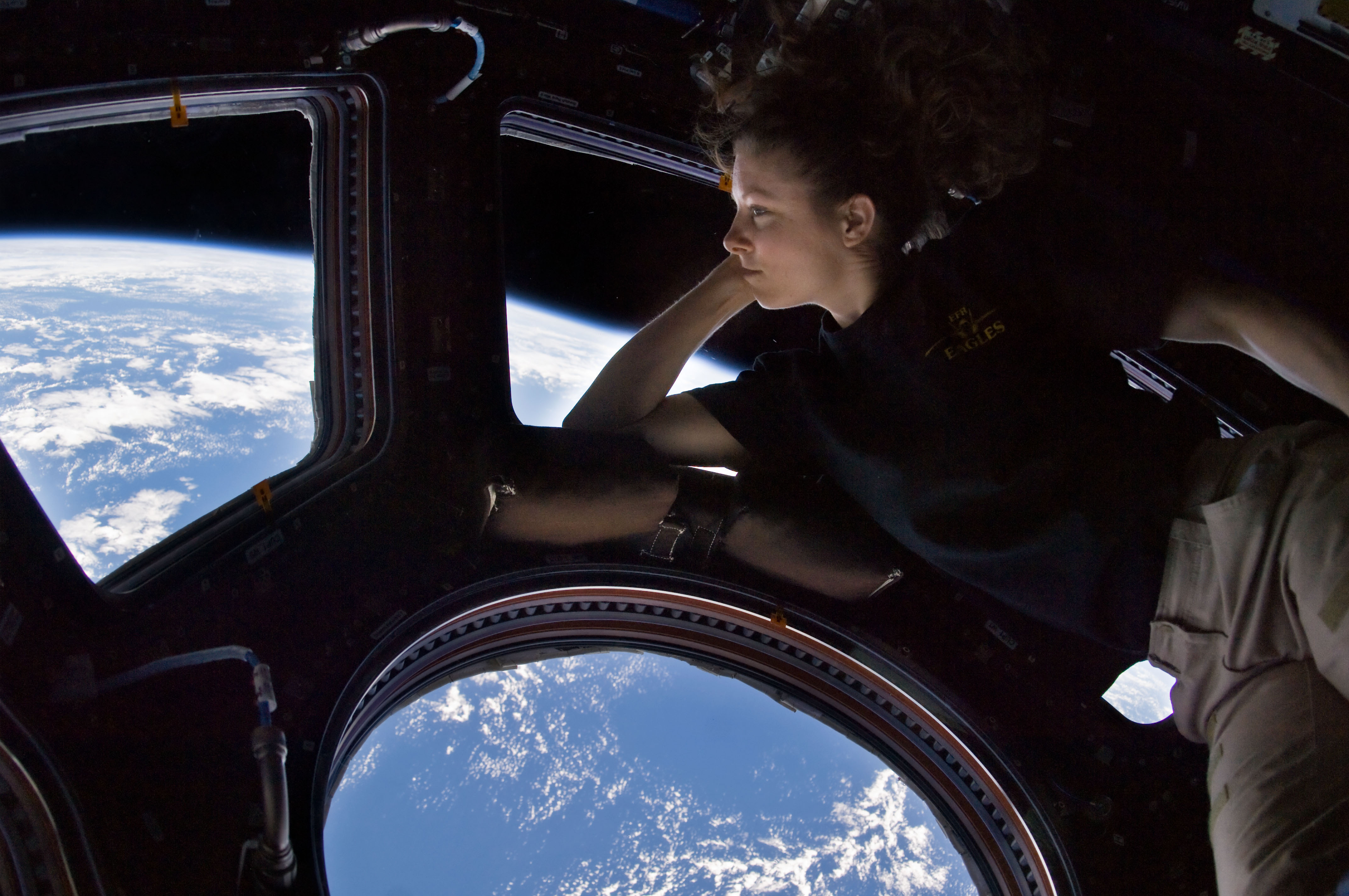
Tracy Caldwellová během Expedice 24 v modulu Cupola pozoruje Zemi

Zúčastnila se 17. náboru mezi astronauty NASA. Uspěla a 4. června 1998 byla zařazena do oddílu. Absolvovala všeobecnou kosmickou přípravu a v srpnu 1999 získala kvalifikaci letové specialistky.

### První let
Po skončení základního výcviku pracovala v houstonském středisku NASA. V květnu 2006 byla zařazena do posádky letu STS-118. Do vesmíru odstartovala 8. srpna 2007 na palubě raketoplánu Endeavour, úkolem mise STS-118 byla dostavba Mezinárodní vesmírné stanice (ISS). Endeavour přistál 21. srpna po 12 dnech, 17 hodinách a 56 minutách letu.

### Druhý let
V září 2008 bylo oficiálně potvrzeno její jmenování do Expedice 23 a následující Expedice 24 se startem 2. dubna 2010 v lodi Sojuz TMA-18. Na svoji druhou kosmickou výpravu odstartovala z kosmodromu Bajkonur v Sojuzu TMA-18 jako palubní inženýr lodi společně s Alexandrem Skvorcovem a Michailem Kornijenkem dne 2. dubna 2010 v 04:04 UTC. Po půlročním pobytu na stanici přistála stejná trojice v Sojuzu TMA-18 25. září 2010 v 05:23 UTC v kazašské stepi 35 km jihovýchodně od Arkalyku.

### Třetí let
Koncem května 2023 oznámil Roskosmos, že Caldwellová Dysonová poletí na jaře na ISS jako členka posádky Sojuzu MS-25 společně ruským kosmonautem a velitelem mise Olegem Novickým a Marynou Vasileuskou jako první občankou Běloruska v historii. NASA její nominaci potvrdila v září 2023 s tím, že ze startující trojice pouze ona zůstane se svou lodí na stanici půl roku – stane se členkou Expedice 71 a teprve na jejím konci se vrátí na Zemi, zatímco zbytek posádky se po krátkodobé misi vrátí společně s členkou předchozí Expedice 70 Loral O'Harovou. První pokus o vzlet lodi byl 21. března 2024 zrušen asi 20 sekund před plánovaným odletem z technických důvodů, loď tak odstartovala až na druhý pokus 23. března v 12:36:11 UTC. K ISS se připojila 25. března 2024 v 15:02:50 UTC a zůstane tam do podzimu 2024, po celou dobu trvání Expedice 71.
Během letu se již dvakrát připravovala na výstup do vesmíru kvůli sběru vzorků mikroorganismů na povrchu stanice a odstranění vadného hardwaru, ale nakonec ho ani jednou neuskutečnila. Napoprvé byl 13. června 2024 odvolán kvůli „problému s nepohodlím ve skafandru”, který postihl druhého účastníka, Matthewa Dominicka. Ani druhý pokus 24. června 2024, při němž Dominicka nahradil Michael Barratt, nebyl úspěšný, tentokrát kvůli úniku chladicí kapaliny z jednoho ze skafandrů v poslední fázi před opuštěním stanice. Oběma astronautům byl sice výstup v délce 31 minut pobytu ve vakuu přiznán, ale fakticky se z přechodové komory vůbec nedostali.